# إلياس عودة
المطران إلياس عودة هو المطران الحالي للكنيسة الأرثوذكسية اليونانية في أنطاكية لأبرشية بيروت في لبنان. تم انتخابه من قِبل المجلس الأنطاكي المقدس في 5 فبراير 1980.
وُلد إلياس أودي خلال عام 1941 في قرية انفه ذات الأغلبية المسيحية الأرثوذكسية، في قضاء الكورة، شمال لبنان . حاصل على بكالوريوس في الفلسفة. كما أنه حاصل على درجة البكالوريوس في اللاهوت.
في عام 1969، تمت ترقيته إلى الكهنوت. في عام 1979، انتخب رئيس أساقفة الروم الأرثوذكس في بيروت.